# La Peyratte
La Peyratte – miejscowość i gmina we Francji, w regionie Nowa Akwitania, w departamencie Deux-Sèvres.
Według danych na rok 1990 gminę zamieszkiwało 1076 osób, a gęstość zaludnienia wynosiła 23 osób/km² (wśród 1467 gmin regionu Poitou-Charentes La Peyratte plasuje się na 281. miejscu pod względem liczby ludności, natomiast pod względem powierzchni na miejscu 47.).